# Hélicostat

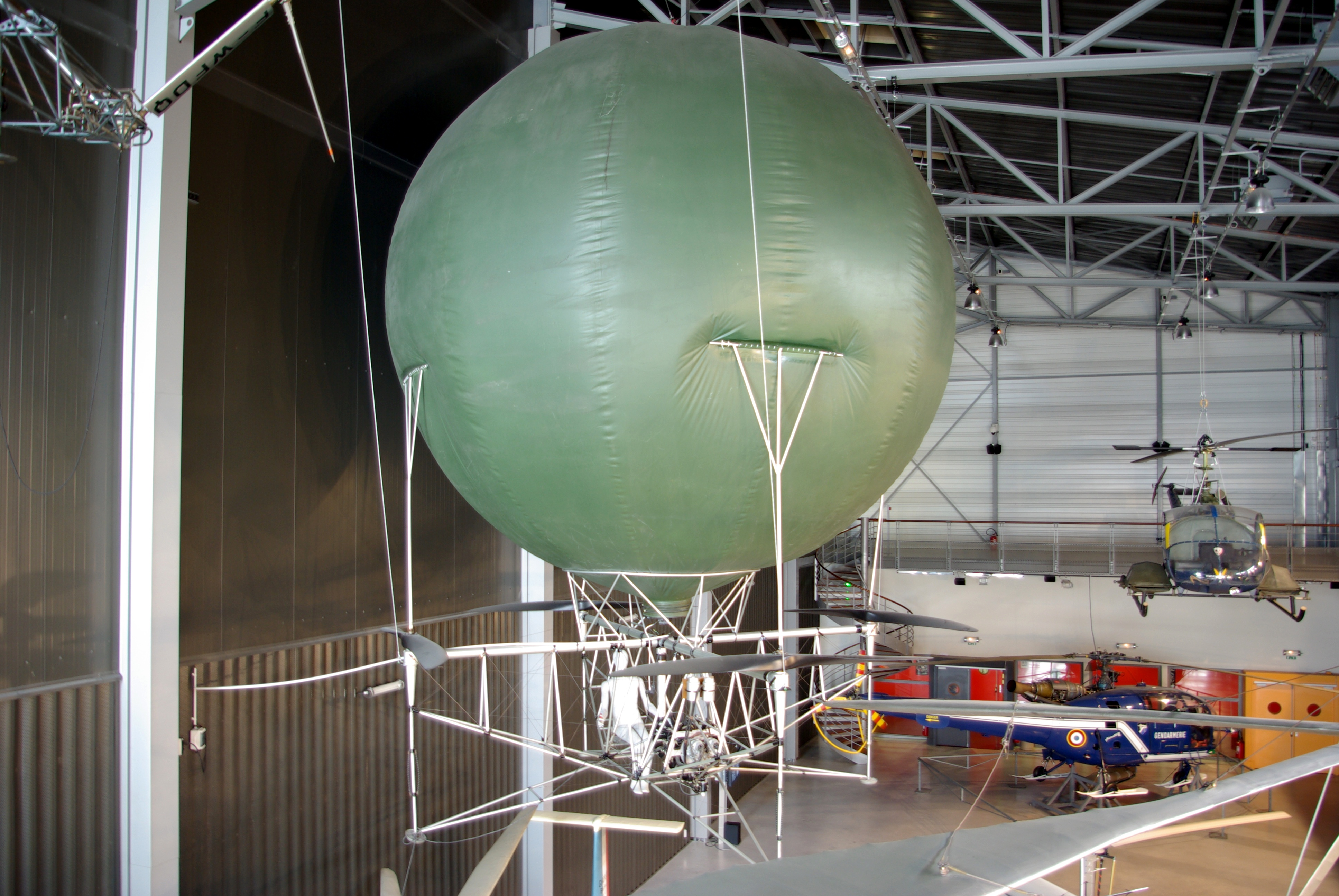
Hélicostat (no 6) exposé au Musée de l'air et de l'espace du Bourget

Hélicostat, mot valise composé d'« hélicoptère » et d'« aérostat », est le terme utilisé par l'inventeur français Étienne Œhmichen pour ses appareils à vol vertical « plus lourds que l'air » munis d'un ballonnet de stabilité. L'aéronef est équipé d'hélices permettant d'assurer la sustentation, la stabilisation, la translation et la direction.

## Historique
Le concept est créé en 1921 par Œhmichen avec le no 1, un hélicoptère sur lequel un ballonnet allongé Zodiac de 140 m3 placé perpendiculairement au châssis et gonflé à l'hydrogène, assure la stabilité. Alors que l'engin, équipé de deux hélices sustentatrices, pèse 336 kg avec son pilote, son ballon de stabilisation ne soulève lui que 71 kg. En janvier 1921, l'appareil réussit ses premiers vols.
Baptisée plus tard « hélicostat » par Œhmichen, cette idée sera reprise à partir de 1930 avec d'autres appareils. Le no 6, équipé d'un moteur Salmson de 70 ch et muni de quatre hélices de sustentation, est pourvu d'un ballonnet de 100 m3 (5,50 m de diamètre) gonflé à l’air froid légèrement sous pression (lequel ne soulève que son propre poids). Il fera son premier vol le 21 février 1935. Celui-ci est visible au Musée de l'air et de l'espace du Bourget, près de Paris.
Le no 7, qui reçoit un ballon allongé gonflé d'air, sera le dernier de cette série d'appareils.